# I Stay in Love
I Stay in Love è una canzone della cantautrice statunitense Mariah Carey, scritta da lei stessa assieme a Bryan-Michael Cox, WyldCard e Roderick Hollingsworth per il suo undicesimo album in studio, E=MC². Prodotto dalla Carey e da Cox, il singolo venne pubblicato come quarto ed ultimo dell'album. La canzone raggiunse la #1 della Hot Dance Club Party, ma non entrò nella Hot 100, e costrinse l'etichetta della Carey a non far pubblicare altri singoli da quell'album.

## Descrizione
La canzone venne pubblicata per essere aggiunta alle radio Top 40 Mainstream e Rhythm/Crossover. Amazon.com pubblicò la canzone il 16 dicembre 2008, chiamandola "I Stay in Love - The Remixes", includendo 2 remix normali e 2 più lunghi fatti da Jody den Broeder and Ralphi Rosario. La canzone venne eseguita live a X-Factor insieme ad una performance di "Hero". Venne anche cantata dal vivo agli American Music Award il 23 novembre 2008. La pubblicità per Luscious Pink, un profumo della Carey, presentava parte del video della canzone e una clip usata come musica di sfondo per la pubblicità.

## Video musicale
Diretto dal marito della Carey, Nick Cannon, il video venne girato a Las Vegas, usando una trama che co-scrissero la Carey e Cannon. Il video venne girato il 5 ottobre 2008 al Bellagio per finire le riprese il giorno seguente nel deserto del Mojave.

## Movimenti nelle classifiche
La canzone entrò sulla R&B/Hip Hop Songs americana alla #97, fino a raggiungere una posizione massima della #81. Pur non avendo successo nella Hot 100, la canzone raggiunse la numero uno nella classifica dance americana, la Dance Club Party. In Inghilterra, anche se fu fatta una performance live a X-Factor seguita da più di 12 milioni di spettatori, la canzone raggiunse solo la #95.

## Tracce
U.S. Digital Remix
1. "I Stay In Love" (Jody den Broeder Radio Edit) – 4:08
2. "I Stay In Love" (Ralphi Rosario Melodic Radio Edit) – 3:50
3. "I Stay In Love" (Jody den Broeder House Mix) – 8:29
4. "I Stay In Love" (Ralphi Rosario BIG Vocal) – 8:12

## Classifiche
| Chart (2008)             | Posizione massima |
| ------------------------ | ----------------- |
| UK Singles Chart         | 95                |
| US Hot Dance Club Party  | 1                 |
| US Hot R&B/Hip-Hop Songs | 81                |